# Андрес де Фонольоса «Берлін»
Андрес де Фонольоса (Берлін) — вигаданий персонаж серіалу Netflix «Паперовий будинок», роль якого зіграв Педро Алонсо.  Смертельно хворий грабіжник, викрадач коштовностей і злодій, він є заступником і братом професора.

## Біографія персонажа
Поліція з'ясовує, що справжнє ім'я Берліна — Андрес де Фонольоса, і що він смертельно хворий під час першого сезону. Тим часом він починає примусові стосунки із заручницею, на ім'я Аріадна. В останні хвилини другого сезону Берлін жертвує собою, щоб банда могла втекти, гинучи під вогнем поліції. Попри свою смерть, він з’являється в головній ролі в третього сезону через спогади про минулі роки, показуючи своє початкове планування пограбування Банку Іспанії та його одруження з жінкою, на ім'я Тетяна. Вважається, що Берлін добре володіє іншими мовами, крім іспанської, включаючи англійську, італійську та португальську.

## Характеристика
La Voz de Galicia описала Берліна як "холодного, гіпнотичного, витонченого та тривожного персонажа, закоренілого мачо з серйозними проблемами співпереживання, білого комірця, який зневажає своїх колег і вважає їх нижчими". Хоана Олівейра з El País описала Берліна в першому та другому сезоні як "огидного" і "сноба, жінконенависника і навіть трохи садиста", що La Vanguardia порівняла з зображенням персонажа у спогадах у частині 3, де він виглядав "набагато більш закоханим і ніжним". Актор Педро Алонсо описав Берліна як "жорстокого, героїчного та кумедного водночас" і побачив високу спостережливість Берліна та незвичайне розуміння оточення, що призвело до нетрадиційної та непередбачуваної поведінки персонажів. Попри здатність до співчуття, Берлін часто не виявляв його і був "глибоко людяним і глибоко палким", що спричиняло хаос у його взаємодії з іншими. Алонсо пояснював популярність Берліна бажанням персонажа жити й "інтенсивно насолоджуватися всім у даний момент", живучи "життям як фантастичною мрією [...] з великою чесністю, не дотримуючись умовностей і моралі".

## Створення
Особливий вигляд персонажа Алонсо був натхненний випадковою зустріччю, яка відбулася за день до того, як він отримав сценарій для прослуховування з "розумною людиною", яка хотіла його провокувати або навіть маніпулювати. Письменниця Естер Лобато Мартінес зазначила, що Берлін, так само як і всі інші персонажі, був створений з використанням "відтінків світла та темряви", щоб вони були одночасно морально суперечливими. Це створювало необхідну напругу для розвитку сюжету та робило Берліна симпатичним, попри його жорстокість щодо заручників на початку. Схожість між Берліном та героїнею Наджвою Німрі Зулею у телесеріалі "Паперовий будинок" була випадковою. Родинні зв'язки між професором і Берліном не були в оригінальному сценарії, але були введені в історію персонажів наприкінці першої частини після пропозицій Морте та Алонсо. Сценаристи вирішили повернути Берліна для спогадів у третій частині, оскільки вони вважали, що він пройшов достатньою еволюційною дорогою та був улюбленим серед глядачів. За словами письменника Хав'єра Гомеса Сантандера, Берлін не був би вбитим у другій частині, якби сценарист знав про подальше продовження серіалу.

## Рецепція
Попри або навіть через його сумнівну особистість, продюсери та критики відзначили Берліна як улюбленця фанатів.     Оголошення Netflix про те, що Берлін буде у третій частині, підняло ЗМІ спекуляції щодо його ролі.  За роль Берліна Алонсо отримав премію Союзу акторів і актрис у 2018 році в категорії «Найкращий телевізійний актор другого плану». 

## Зовнішні посилання
- Берлін на сайті IMDb